# Areszt Śledczy Inowrocław
Zakład Karny Inowrocław – zakład penitencjarny w Inowrocławiu przy ul. Narutowicza 46, przeznaczony dla mężczyzn, recydywistów penitencjarnych.
Dyrektor ZK Inowrocław - ppłk Magdalena Zwierzchowska
- Z-ca dyrektora - kpt Krzysztof Koczorowski
- Z-ca dyrektora - kpt. Elżbieta Kamińska

W jednostce pełni służbę 132 funkcjonariuszy, ponadto zatrudnionych jest 8 pracowników cywilnych.
ZK Inowrocław przeznaczony jest dla 392 osób pozbawionych wolności.
Osadzeni w areszcie to mężczyźni  recydywiści penitencarni